# Unione Sportiva Foggia & Incedit 1958-1959
Questa pagina raccoglie i dati riguardanti l'Unione Sportiva Foggia & Incedit nelle competizioni ufficiali della stagione 1958-1959.

## Stagione
Il Foggia nella stagione 1958-1959 ha partecipato alla Serie C - girone B, classificandosi al dodicesimo posto. In Coppa Italia viene eliminata al secondo turno dal Bari.

## Organigramma societario
Area direttiva
- Presidente: Armando Piccapane

Area tecnica
- Allenatore: Vincenzo Marsico, poi Osvaldo Iannantuoni, poi Leonardo Costagliola (dal 28 ottobre)

## Rosa
| N. |                   | Ruolo | Calciatore           |
| -- | ----------------- | ----- | -------------------- |
|    | Italia (bandiera) | P     | Dante Bendin         |
|    | Italia (bandiera) | P     | Renato Bertocchi     |
|    | Italia (bandiera) | P     | Bruno Furlan         |
|    | Italia (bandiera) | P     | Luciano Masiero      |
|    | Italia (bandiera) | D     | Alberto Allegretti   |
|    | Italia (bandiera) | D     | Giuliano Dalmasson   |
|    | Italia (bandiera) | D     | Marco Galetti        |
|    | Italia (bandiera) | D     | Elio Grappone        |
|    | Italia (bandiera) | D     | Gualtiero Marchiani  |
|    | Italia (bandiera) | C     | Alberto Baldoni      |
|    | Italia (bandiera) | C     | Giuseppe Bortolotti  |
|    | Italia (bandiera) | C     | Carmine Buonpensiero |

| N. |                   | Ruolo | Calciatore           |
| -- | ----------------- | ----- | -------------------- |
|    | Italia (bandiera) | C     | Giacomo Cosmano      |
|    | Italia (bandiera) | C     | Vincenzo Fonseta     |
|    | Italia (bandiera) | C     | Domenico La Forgia   |
|    | Italia (bandiera) | C     | Giuseppe Montelli    |
|    | Italia (bandiera) | C     | Vincenzo Pulcinella  |
|    | Italia (bandiera) | A     | Piero Colombo        |
|    | Italia (bandiera) | A     | Luigi Della Rocca    |
|    | Italia (bandiera) | A     | Vincenzo Faleo       |
|    | Italia (bandiera) | A     | Giovanni Lasala      |
|    | Italia (bandiera) | A     | Francesco Malighetti |
|    | Italia (bandiera) | A     | Antonio Stornaiuolo  |